# Krummensteg
Krummensteg ist ein Weiler der Gemeinde Kressbronn am Bodensee im baden-württembergischen Bodenseekreis in Deutschland.

## Lage
Der Weiler Krummensteg liegt rund 2,7 Kilometer östlich der Kressbronner Ortsmitte zwischen den anderen Ortsteilen und Weilern Obermühle, Arensweiler, Retterschen und Poppis. Südlich von Krummensteg verläuft der Nonnenbach, umgeben von einem Teil des Landschaftsschutzgebiets „Seenplatte und Hügelland südlich der Argen und Nonnenbachtal“.

## Krummensteg in der Literatur
Der deutsche Schriftsteller Martin Walser (* 1927 in Wasserburg am Bodensee; † 2023 in Überlingen) erwähnt Krummensteg in seinem 1998 erschienenen Roman Ein springender Brunnen

„… und von Hengnau nach Kümmertsweiler sind es höchstens drei Kilometer. Luftlinie. In Wirklichkeit geht es hinter Hengnau ziemlich bergauf, dann durch den Atzenbohl-Wald tief hinab zum Nonnenbach, über den Krummen Steg hinüber und sofort wieder ganz steil hinauf zu dem Weiler, der Kümmertsweiler heißt.“